# Скоков Віктор Васильович
Віктор Васильович Скоков (7 березня 1932, місто Ростов-на-Дону, тепер Ростовської області, Російська Федерація — 18 червня 2013, місто Москва) — радянський військовий діяч, генерал-полковник, командувач військ Прикарпатського військового округу. Депутат Верховної Ради СРСР 11-го скликання (з 1988 року). Народний депутат СРСР у 1989—1991 роках.

## Біографія
Народився у родині офіцера-артилериста, який загинув на початку німецько-радянської війни. З 1943 року виховувався у Новочеркаському суворовському військовому училищі, яке закінчив у 1950 році. У 1950—1952 р. — курсант Кавказького Червонопрапорного суворовсько-офіцерського училища.
У 1952—1961 р. — командир мінометного взводу, мотострілецької роти, начальник штабу і командир мотострілецького батальйону. Член КПРС.
У 1961—1964 р. — слухач Військової академії імені Фрунзе.
У 1964—1971 р. — начальник штабу мотострілецького полку в місті Астара, командир полку в місті Джульфа, начальник штабу дивізії в Аджарській АРСР Закавказького військового округу.
У 1971—1973 р. — слухач Військової Академії Генерального штабу Збройних сил СРСР імені Ворошилова.
У 1973—1977 р. — командир 35-ї мотострілецької дивізії, заступник командувача 20-ї загальновійськової армії Групи радянських військ в Німеччині.
У серпні 1977 — липні 1979 р. — командувач 13-ї загальновійськової армії Прикарпатського військового округу.
У липні 1979 — грудні 1982 р. — командувач 3-ї Ударної армії Групи радянських військ в Німеччині.
У грудні 1982 — серпні 1984 р. — начальник штабу — 1-й заступник командувача військ Московського військового округу.
23 серпня 1984 — 2 вересня 1986 р. — командувач військ Північно-Кавказького військового округу.
3 вересня 1986 — січень 1992 р. — командувач військ Прикарпатського військового округу. Відмовився присягати на вірність Україні, виїхав до Російської Федерації.
У 1992—1993 р. — радник 1-го заступника міністра оборони Російської Федерації.
З 1993 року — у відставці, консультант Військово-наукового комітету Генерального штабу Збройних сил Російської Федерації.

## Звання
- генерал-майор
- генерал-лейтенант (16.02.1979)
- генерал-полковник (29.10.1984)

## Нагороди
- орден Жовтневої Революції
- орден Червоного Прапора
- орден Червоної Зірки
- орден «За службу Батьківщині в Збройних Силах СРСР» III-го ст.
- медалі